# Vancouver Public Library

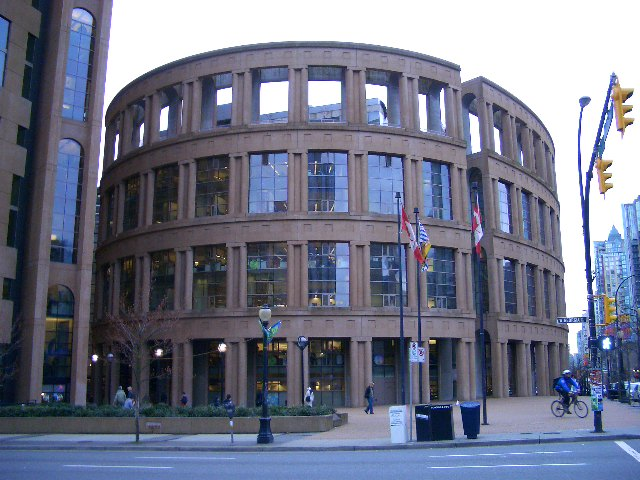
Außenansicht der Zentralbibliothek

Das Vancouver Public Library (VPL) ist das drittgrößte System öffentlicher Bibliotheken in Kanada. Sie ist im Besitz der Stadt Vancouver und besteht aus einer Zentralbibliothek sowie 21 Zweigstellen, die gleichmäßig über das Stadtgebiet verteilt sind. Die VPL besitzt 2,67 Millionen Medien (davon 1,3 Millionen in der Zentralbibliothek an der West Georgia Street). Dazu gehören Bücher, Magazine, Zeitungen, Video- und Audiokassetten, DVDs, CD-ROMs, CDs und Mikrofilme. 373.000 registrierte Benutzer leihen jährlich rund 9 Millionen Medien aus. Dazu verfügte die VPL im Jahr 2011 über ein Budget von 43.368.609 C $.

## Zentralbibliothek

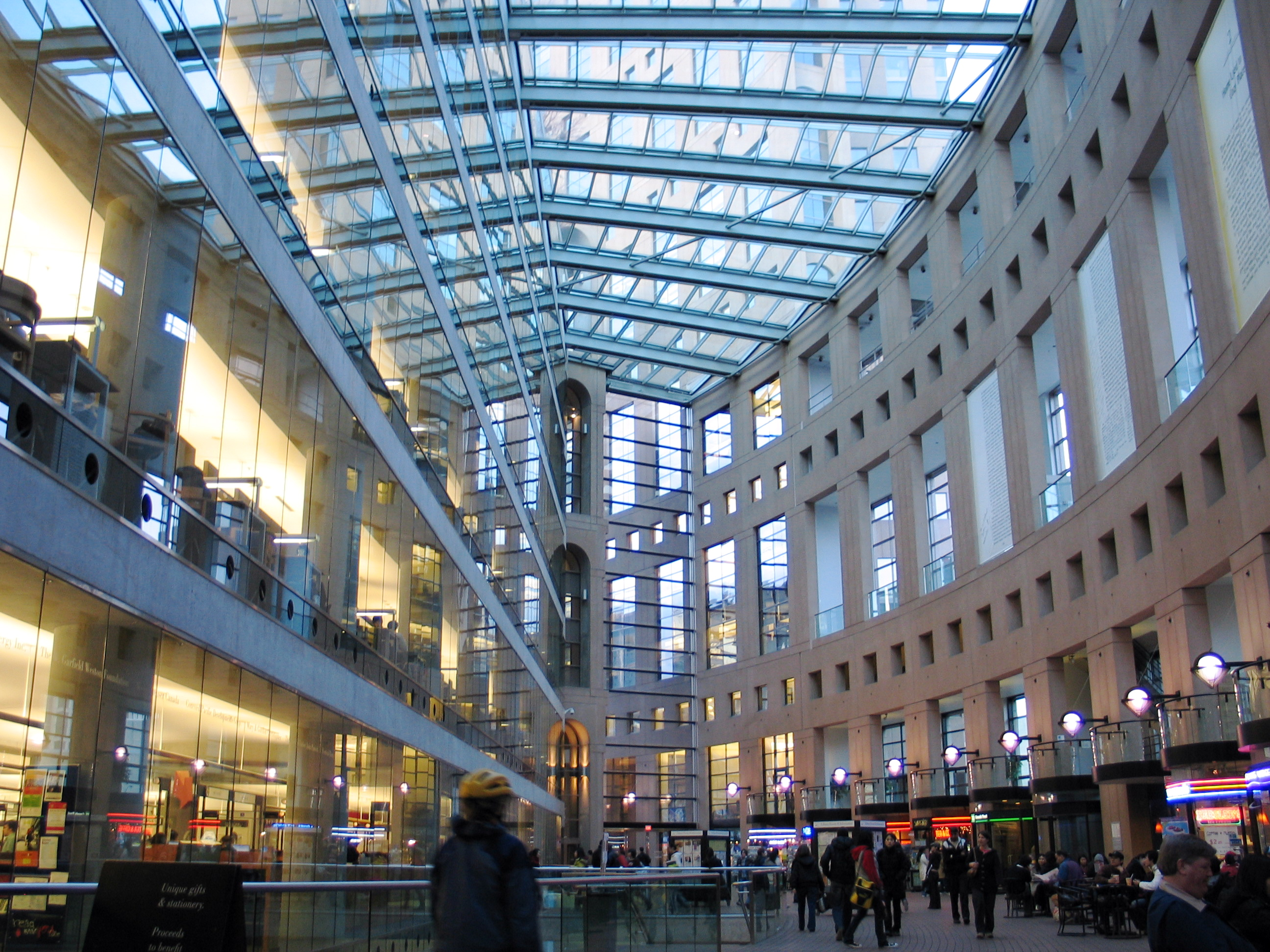
Atrium der Zentralbibliothek

Die von Mosche Safdie entworfene Zentralbibliothek befindet sich im Stadtteil Downtown, in der 350 West Georgia Street, im östlichen Teil des zentralen Geschäftsviertels und umfasst einen gesamten Baublock, der als Vancouver Library Square bezeichnet wird. Dieser wird von der Robson Street, der Homer Street, der West Georgia Street und der Hamilton Street begrenzt. Im Zentrum steht ein rechteckiger Bau mit neun Stockwerken, in dem sich die Büchergestelle und die verschiedenen Bibliotheksdienste befinden. Die zwei obersten Stockwerke werden von der Verwaltung der Provinz British Columbia genutzt und sollen in naher Zukunft ebenfalls der Bibliothek zur Verfügung gestellt werden.
Der zentrale Teil ist durch Brücken mit einer freistehenden, elliptischen Kolonnade verbunden, die den Komplex umgibt und die Lesesäle enthält. Die äußere Erscheinung des Gebäudes erinnert an das Kolosseum in Rom. Der gesamte Komplex umfasst auch ein Hochhaus, Läden, Restaurants und ein unterirdisches Parkhaus.
Die Zentralbibliothek ist in mehreren Filmen und Fernsehserien zu sehen, darunter The 6th Day, Ballistic, The Game, Battlestar Galactica, Smallville und Fringe – Grenzfälle des FBI.

## Geschichte
Die erste Bibliothek war das 1869 eröffnete Hastings Library Institute, das den Arbeitern des Sägewerks Hastings Mill zur Verfügung stand. Nach der offiziellen Stadtgründung im Jahr 1886 wurde die Sammlung in die Vancouver Free Library überführt. Die Räume im YMCA-Gebäude erwiesen sich bald als zu klein. Die Stadtverwaltung wandte sich 1901 an Andrew Carnegie, der zu dieser Zeit in vielen Städten Bibliotheken stiftete und bat ihn um einen finanziellen Beitrag. Carnegie willigte ein und spendete 50.000 Dollar, mit der Auflage, dass die Stadt das Grundstück zur Verfügung stellen müsse. Im Oktober 1903 erfolgte die Eröffnung des neuen Bibliotheksgebäudes neben dem damaligen Rathaus.
1911 wurden die ersten Zweigstellen eröffnet, diese mussten aber 1919 aus finanziellen Gründen wieder geschlossen werden. 1927 folgte ein zweiter, diesmal erfolgreicher Versuch. Das Rathaus wurde 1929 als Erweiterungsbau zur Carnegie-Bibliothek hinzugefügt, die einige ihrer Räumlichkeiten mit dem Museum of Vancouver teilte. 1945 genehmigten die Einwohner Vancouvers in einer Volksabstimmung den Bau einer neuen Zentralbibliothek und 1957 bezog die VPL das neue Gebäude an der Burrard Street.
Auch das Gebäude an der Burrard Street erwies sich nach einigen Jahren als zu klein. Im November 1990 wurde in einer weiteren Volksabstimmung die Errichtung eines modernen Neubaus an der West Georgia Street angenommen. Die Stadt veranstaltete einen Architekturwettbewerb, den Moshe Safdie gewann. Sein Entwurf war der radikalste von allen, genoss aber in der Öffentlichkeit am meisten Zustimmung. Die Grundsteinlegung erfolgte am 1. Februar 1993, die Eröffnung am 26. Mai 1995. Die Baukosten betrugen 106,8 Millionen CAD.

## Außenstellen
Folgende Außenstellen gehören zur VPL:
- Britannia (70.000)
- Carnegie (11.000)
- Champlain Heights (51.000)
- Collingwood (29.000)
- Dunbar (75.000)
- Firehall (60.000)
- Fraserview (49.000)
- Hastings (74.000)
- Joe Fortes (80.000)
- Kensington (?)
- Kerrisdale (48.000)
- Kitsilano (?)
- Marpole (60.000)
- Mount Pleasant (200.000)
- Oakridge (82.000)
- Outreach (37.000)
- Renfrew (325.000)
- South Hill (?)
- Strathcona (47.000)
- Terry Salman (81.000)
- West Point Grey (59.000)